# Clausola della nazione più favorita
La Clausola della nazione più favorita (CNPF) ((EN) Most Favoured Nation (MFN)) è, nell'ambito del diritto internazionale, la procedura secondo cui i paesi contraenti si impegnano ad accordare ai prodotti/beni provenienti da un Paese terzo condizioni doganali e daziarie non meno favorevoli di quelle già stabilite negli accordi commerciali tra i Paesi coinvolti.

## Storia
Le sue origini sono molto remote, risalendo addirittura al Medioevo, in particolare ai rapporti commerciali intercorrenti tra i comuni e le signorie, o tra entità e l'imperatore del Sacro Romano Impero o ancora tra le repubbliche marinare e i sovrani dei Paesi mediterranei. La sua diffusione è diventata con il tempo sempre più vasta, fino a costituire, a partire dalla fine del XVIII secolo, una regola standard ricorrente nella maggior parte dei trattati di amicizia, di commercio e di navigazione.
Uno dei più famosi trattati ad introdurre per la prima volta tale clausola fu il trattato Cobden-Chevalier del 1860, il quale gettò le basi per una serie di ulteriori accordi commerciali bilaterali tra gli Stati europei, durante l'epoca di apertura che precedette l'era del protezionismo di fine del XIX secolo.

## Descrizione
È una clausola che implica due aspetti:
1) Due nazioni approvano una reciproca riduzione di dazi per contrastare il fenomeno del protezionismo economico.
2) Se una terza nazione arriva ad intrattenere rapporti commerciali con le prime due, godrà delle stesse tariffe di favore che sono state fissate tra queste.
Il fenomeno è stato attuato, ad esempio, al Trade Agreement Act, con cui il presidente degli Stati Uniti d'America è autorizzato a intrattenere rapporti commerciali con altri Paesi, attuando reciproche riduzioni tariffarie fino al 50%.
Con significato simile, tale clausola è presente anche in altri tipi di accordi commerciali e implica che, in riferimento all'oggetto dell'accordo, i cittadini e le imprese di uno stato estero avranno lo stesso trattamento di cui godono i cittadini e le imprese dell'altro stato estero che, in quel momento, gode del trattamento più favorevole.

### La CNPF nell'OMC
La CNPF è uno degli assi portanti del sistema commerciale internazionale: è prevista tra i procedimenti fondamentali di diritto commerciale internazionale Organizzazione Mondiale del Commercio (OMC) ed era già inserita nell'art.1 del GATT, che preesisteva all'OMC fino al 1995.
L'OMC consente a ogni suo membro di revocare la CNPF a qualunque altro: in particolare in base all'articolo 21 ("sicurezza nazionale"), si può revocarla senza necessità di fornire ulteriori spiegazioni. Ciò è accaduto nel 2019 quando l'India la tolse al Pakistan e nel 2022 quando l'intero G7 l'ha tolto alla Russia (in seguito all'invasione dell'Ucraina).